# Аюльф I (герцог Беневентський)
Аю́льф I (641—646) — герцог Беневентський син герцога Арехіза I. Оскільки він був розумово відсталим від його імені правили його ж брати Радоальд і Грімоальд I.
У 646 році слов'яни сплюндрували землі поблизу Сіпонто на узбережжі Адріатики, тому Аюльф особисто повів військо на ворога. Його кінь упав у яму-пастку, яку вирили слов'яни, Аюльф був узятий у полон і вбитий. Йому спадкував його брат Радоальд.